# Плавун південний
Південний плавун (лат. Berardius arnuxii) — кит з роду плавунів родини дзьоборилих, досягає довжини тіла до 10 метрів.

## Опис
Для південних плавунів характерна невелика голова з високим округлим чолом, дещо більша щодо тіла ніж в північних плавунів. Напівмісячне дихало ріжками звернене назад. Мають сильно витягнутий циліндричний дзьоб вужчий ніж в північних плавунів. Верхня щелепа в області дзьоба трохи вужча і коротша нижньої, на якій розташовані дві пари сильно сплющених (лише в молодих особин — конічних) зубів. Зуби трикутної форми. Масивні зуби першої пари шириною до 85 міліметрів так зсунуті вперед, що при закритій пащі стирчать назовні. Прорізаються вони лише в з настанням статевої зрілості і зношуються з вершини, обростаючи іноді морськими вусоногими раками конходермами. Зуби другої пари, шириною вдвічі менші ніж в першій, в більшості тварин не прорізаються. Забарвлення тіла темно-буре, і тільки знизу дещо світліше донизу, іноді з білими мітками на чолі, у пупка та в інших місцях.

## Ареал
Живуть в південній півкулі від помірних вод до льодів Антарктики. Трапляються в гирлі річки Ла-Плати, у водах Нової Зеландії, Південної Австралії, біля Фолклендських і Південних Шетландских островів.

## Екологія
Головна їжа плавунів – головоногі молюски, а також придонна риба (скати та їх ікра, морські їжаки, подонеми, тріскові), краби та великі морські ракоподібні. Вивчені погано.